# It’s Late
It’s Late – hardrockowy utwór zespołu Queen. Jego autor, Brian May, stworzył go na wzór trzyaktowej sztuki teatralnej.
Gitarzysta na rok przed Eddiem Van Halenem użył w utworze techniki tappingu. W wywiadzie dla Guitarist Magazine w 1982 powiedział, że zainspirował go gitarzysta nieznanej grupy z Teksasu.
Utwór został w 1997 umieszczony na kompilacji Queen Rocks.